# الصحة العقلية العالمية
الصحة العقلية العالمية هي المنظور الدولي لمختلف جوانب الصحة العقلية، وهي «مجال الدراسة والبحث والممارسة التي تعطي أولوية لتحسين الصحة العقلية وتحقيق العدالة في الصحة العقلية لجميع الناس في جميع أنحاء العالم»، وهناك مجموعة متزايدة من الانتقادات لحركة الصحة العقلية العالمية، وقد انتُقدت على نطاقٍ واسعٍ باعتبارها مشروع استعماري جديد أو «تبشيري»، وكواجهة في المقامِ الأول لشركاتِ الأدويةِ التي تبحث عن عملاء جدد للحصول على أدوية نفسية.
من الناحية النظرية، ومع مراعاة الاختلافات الثقافية والظروف الخاصة بكل بلد، فإنها تتعامل مع الأوبئة الناجمة عن الاضطرابات العقلية في مختلف البلدان، وخياراتِها العلاجية، والتثقيف في مجال الصحة العقلية، والجوانب السياسية والمالية، وهيكل نظم الرعاية الصحية العقلية، والموارد البشرية في مجال الصحة العقلية، وقضايا حقوق الإنسان من بين قضايا أخري.
إنَّ الهدف العام من مجال الصحة العقلية العالمية هو تعزيز الصحة العقلية في جميع أنحاء العالم عن طريق توفير معلومات عن حالة الصحة العقلية في جميع البلدان، وتحديد احتياجات الرعاية الصحية العقلية من أجل استحداث تدخلات فعالة من حيث التكلفة لتلبية تلك الاحتياجات المحددة.

## العبء العالمي للمرض
تَسهم الاضطرابات العقلية والعصبية وتعاطي المخدرات إسهامًا كبيرًا في العبء العالمي للمرض، الشكل المقابل هو مقياس عالمي لما يُسمي بــ (معدل السنة الحياتية للإعاقة "DALY’s") المخصصة لمرض أو اضطراب معين، وهو مجموع السنوات التي عاشتها حالات العجز والسنوات التي فُقدت بسبب هذا المرض في مجموع السكان، وتُشكل الأمراض العصبية النفسية 14% من العبء العالمي للأمراض، ومن بين الأمراض غير المُعدية تُشكل هذه الأمراض 28% من أمراض "DALY’s" وهي أكثر من أمراض القلب والأوعية الدموية أو السرطان،  ومع ذلك تُقدر المساهمة الحقيقة للاضطرابات العقلية في العبء العالمي العالمي للمرض بأنها أعلى من ذلك بسبب التفاعلات المعقدة والاعتلال المشترك للمرض الجسدي والعقلي.
يموت مايقرب من مليون شخص في جميع أنحاء العالم كل عام بسبب الانتحار، وهو ثالث سبب رئيسي للموت بين الشباب، ومن أهم أسباب الإعاقة الناجمة عن الظروف الصحية في جميع أنحاء العالم (اضطراب كتئابي، وإدمان الكحول، والفصام، واضطراب ثنائي القطب، والخرف)، وتمثل هذه الشروط في البلدان ذات الدخل المنخفض والمتوسط ما مجموعه 19.1% من جميع حالات العجز المتصلة بالأحوال الصحية.

## فجوة المعالجة
تُشير التقديرات إلى أنَّ شخصًا واحدًا من بين كل أربعة أشخاص في العالم سيتأثر بالاضطرابات العقلية أو العصبية في مرحلةٍ ما من حياتهم على الرغم من أن العديد من التدخلات الفعالة لعلاج الاضطرابات العقلية معروفة، وقد ازداد الوعي بأنَّ هناك حاجة إلى علاج المصابين بالاضطرابات العقلية، ولاتزال نسبة الذين يحتاجون إلى رعاية صحية عقلية لكنهم لا يتلقون هذه الرعاية مرتفعة جدًا، وتُشير التقديرات إلى أنَّ هذه «الفجوة العلاجية» تصل ما بين76% و85% للبلدان ذات الدخل المنخفض والمتوسط و35% إلى 50% للبلدان ذات الدخل المرتفع.
لم تحدث لمعظم الحالات تغييرات كبيرة في تقديم الرعاية الصحية العقلية خلال السنوات الماضية على الرغم من وجود حاجة مُعترف بها، والأسباب الرئيسية لهذه المشكلة هي أولويات الصحة العامة، والافتقار إلى سياسة الصحة العقلية والتشريعات في العديد من البلدان، ونقص الموارد المالية والبشرية، فضلًا عن عدم كفاءة تخصيص الموارد.
في عام 2011، قدرت منظمة الصحة العالمية النقص في عدد العاملين في مجال الصحة العقلية بــ 1.18 مليون شخص، منهم 55 ألف طبيب نفسي، و 628 ألف ممرضة في مجال الصحة العقلية، 493 ألف من مقدمي الرعاية النفسية الاجتماعية الذين يتم احتياجهم في 144 بلدٍ من البلدان ذات الدخل المنخفض والمتوسط، وقد قُدرت فاتورة الأجور السنوية لإزالة هذا النقص في الموارد البشرية الصحية بنحو 4.4 بليون دولار أمريكي.

## التدخلات
تتوفر المعلومات والأدلة عن التدخلات الفعّالة من حيث التكلفة لتوفير رعاية صحية عقلية أفضل، وعلى الرغم من أنَّ معظم الأبحاث (80%) قد أُجريت في البلدان ذات الدخل المرتفع، إلا أنَّ هناك أيضًا أدلة قوية في البلدان ذات الدخل المنخفض والمتوسط على أنَّ التدخلات الدوائية والنفسية الاجتماعية هي طرق فعّالة لعلاج الاضطرابات العقلية، بالإضافة إلى وجود دليل قوي علي الاكتئاب والفصام والاضطراب ثنائي القطبية واستخدام الكحول الخطير.
تم ذكر التوصيات الخاصة بتعزيز نُظم الصحة العقلية في جميع أنحاء العالم لأول مرة في تقرير الصحة العالمية لعام 2001  والذي ركز على الصحة العقلية، وهذه التوصيات هي:
1) توفير العلاج في الرعاية الأولية.
2) إتاحة العقارات ذات التأثير النفسي.
3) توفير الرعاية في المجتمع.
4) تثقيف الجمهور.
5) تضمين وإشراك المجتمعات المحلية، والأُسر، والمستهلكين.
6) وضع سياسات وبرامج وتشريعات وطنية، ونظام أساسي.
7) تنمية الموارد البشرية.
8) الإتصال بالقطاعات الأُخري.
9) مراقبة الصحة العقلية المجتمعية.
10) دعم المزيد من الأبحاث.
استنادًا إلى بيانات 12 دولة تم تقييمها بواسطة أداة تقييم منظمة الصحة العالمية لأنظمة الصحة العقلية (منظمة الصحة العالمية- الأهداف)، تم تقدير تكاليف زيادة خدمات الصحة العقلية من خلال توفير حزمة علاج أساسية للفصام، والاضطراب ثنائي القطب العاطفي، وحالات الاكتئاب، واستخدام الكحول الخطرة، وقد أُخذت في الاعتبار التغيرات الهيكلية في نظم الصحة العقلية وفقًا لتوصيات منظمة الصحة العالمية.
بالنسبة لمعظم البلدان، يقترح هذا النموذج فترة أولية للاستثمار تتراوح بين 0.30 و0.50 دولار للشخص في السنة، وينبغي أنْ يرتفع مجموع الإنفاق علي الصحة العقلية عشرة أضعاف على الأقل في البلدان منخفضة الدخل، وستكون هناك حاجة إلى موارد مالية إضافية في تلك البلدان، بينما يتمثل التحدي الرئيسي في البلدان متوسطة وعالية الدخل في إعادة تخصيص الموارد داخل النظام الصحي لتوفير خدمة أفضل للصحة العقلية.

## الوقاية
بدأت الوقاية تظهر في استراتيجيات الصحة العقلية، بما في ذلك تقرير منظمة الصحة العالمية لعام 2004 بعنوان «الوقاية من الاضطرابات العقلية»، و«ميثاق الصحة العقلية» للاتحاد الأوروبي عام 2008، و«إستراتيجية الوقاية الوطنية الأمريكية» عام 2011، كما أنْ المعهد الوطني للصحة العقلية “NIMH” لديه أكثر من 400 منحة.

## الجهات المعنية

### منظمة الصحة العالمية "WHO"
هناك برنامجان من البرامج الأساسية للصحة العقلية لمنظمة الصحة العالمية هما (تحسين الصحة العقلية من أجل تنمية الأمم “WHO MIND” ، وبرامج العمل المتعلقة بفجوة الصحة العقلية “mhGAP”).
ويركز برنامج (تحسين الصحة العقلية من أجل تنمية الأمم) على خمسة مجالات عمل لضمان إحداث تغييرات ملموسة في حياة الناس اليومية، وهذه المجالات هي:
1) العمل في البلدان ودعمها لتحسين الصحة العقلية، مثل شبكة الصحة العقلية لجزر المحيط الهادئ التابعة لمنظمة الصحة العالمية “PIMHnet”.
2) سياسة الصحة العقلية، والتخطيط، وتطوير الخدمات.
3) حقوق الإنسان والتشريعات في مجال الصحة العقلية.
4) الصحة العقلية بوصفها جزءًا أساسيًا من التنمية البشرية.
5) مشروع حقوق الجودة الذي يعمل على توحيد الناس وتمكينهم من تحسين نوعية الرعاية وتعزيز حقوق الإنسان في مرافق الصحة العقلية ودور الرعاية الاجتماعية.
أمّا برنامج العمل المتعلق بفجوة الصحة العقلية هو خطة عمل خاصة منظمة الصحة العالمية لزيادة خدمات الاضطرابات العقلية والعصبية الناجمة عن تعاطي المخدرات في البلدان لاسيما المنخفضة والمتوسطة الدخل، والهدف من ذلك هو بناء شراكات للعمل الجماعي وتعزيز التزام الحكومات والمنظمات الدولية وغيرها من أصحاب المصلحة.
تم إطلاق دليل برنامج العمل المتعلق بفجوة الصحة العقلية للتدخل “mhGAP-IG” في تشرين الأول/أكتوبر 2010، وهو أداة تقنية لإدارة الاضطرابات العقلية والعصبية واضطرابات تعاطي المخدرات في الظروف الصحية غير المتخصصة، ومن بين الشروط ذات الأولوية مايلي: الاكتئاب، والذهان، والاضطرابات ذات القطبين، والصرع، واضطرابات النمو والسلوك لدي الأطفال والمراهقين، والعته، واضطرابات تعاطي الكحول، واضطرابات تعاطي المخدرات، والإضرار بالنفس/الانتحار، وغير ذلك من الشكاوي الهامة العاطفية أو غير المبررة طبيًا.

## الانتقادات
من أبرز المنتقدين لحركة الصحة العقلية العالمية وهي مؤلفة كتاب إنهاء الاستعمار في مجال الصحة العقلية العالمية: الطب النفسي في عالم الأغلبية.
"يصور هذا الكتاب زحف علم النفس والطب النفسي عبر حدود التجربة اليومية وعبر الحدود الجغرافية، كشكل من أشكال الاستعمار الذي يأتي من الداخل ومن الخارج ويتم ابتلاعه في شكل قرص، وهو يرسم حيزًا متلهفًا على إعادة تشكيل الأزمات الاجتماعية والاقتصادية بوصفها أزمة فردية أو كمرض عقلي، وكيف يُنظر إلى التدخلات العنيفة المحتملة على أنَّها علاج "أساسي".
هناك ناقد بارز آخر هو “إيثان واترز”، وهو مؤلف «مجنون مثلنا: عولمة النفس الأمريكية».

## وصلات خارجية
- منظمة الصحة العالمية: الصحة العقلية
- مشروع أطلس: مصادر الصحة العقلية والاضطرابات العصبية
- منظمة الصحة العالمية. تقرير الصحة العالمية 2001- صحة عقلية: فهم جديد، أمل جديد. جنيف، مطبعة منظمة الصحة العالمية